# Шарапова Горка
Шарапова Горка — деревня в Бабаевском районе Вологодской области.
Входит в состав Санинского сельского поселения, с точки зрения административно-территориального деления — в Санинский сельсовет.
Расстояние по автодороге до районного центра Бабаево составляет 27 км, до центра муниципального образования деревни Санинская — 1 км. Ближайшие населённые пункты — Дедовец, Ладышкино, Санинская, Тимохино.
Население по данным переписи 2002 года — 16 человек.